# Andorinhão-de-dorso-escuro
Andorinhão-de-dorso-escuro ou andorinhão-de-assão (Apus acuticauda) é uma espécie de ave da família Apodidae.
Pode ser encontrada nos seguintes países: Butão, Índia, Nepal e Tailândia.
Os seus habitats naturais são: florestas subtropicais ou tropicais húmidas de baixa altitude.
Está ameaçada por perda de habitat.